# Schöngeising
Schöngeising – miejscowość i gmina w Niemczech, w kraju związkowym Bawaria, w rejencji Górna Bawaria, w regionie Monachium, w powiecie Fürstenfeldbruck, wchodzi w skład wspólnoty administracyjnej Grafrath. Leży około 5 km na południowy zachód od Fürstenfeldbruck, nad rzeką Amper, przy drodze B471 i linii kolejowej Monachium – Memmingen.

## Demografia
Dane o ludności z 31 grudnia 2008:
| Opis                                | Ogółem | Ogółem | Kobiety | Kobiety | Mężczyźni | Mężczyźni |
| ----------------------------------- | ------ | ------ | ------- | ------- | --------- | --------- |
| Jednostka                           | osób   | %      | osób    | %       | osób      | %         |
| Populacja                           | 1867   | 100    | 922     | 49,38   | 945       | 50,62     |
| Wiek przedprodukcyjny (0–17 lat)    | 355    | 19,01  | 164     | 8,78    | 191       | 10,23     |
| Wiek produkcyjny (18–65 lat)        | 1142   | 61,17  | 557     | 29,83   | 585       | 31,33     |
| Wiek poprodukcyjny (powyżej 65 lat) | 370    | 19,82  | 201     | 10,77   | 169       | 9,05      |

## Polityka
Wójtem gminy jest Marianne Hofmuth, rada gminy składa się z 12 osób.
|      | CSU | SPD | FW | BV | Razem |
| 2008 | 4   | 3   | 3  | 2  | 12    |
| 2002 | 6   | 2   | 1  | 3  | 12    |